# پوکی چتمن
پوکی چتمن (انگلیسی: Pokey Chatman؛ زادهٔ ۱۸ ژوئن ۱۹۶۹) بازیکن بسکتبال اهل ایالات متحده آمریکا است.
وی در مسابقات کشوری و بین‌المللی در مجموع برندهٔ ۲ مدال طلا شده‌است.